# Антоніо Рада
Антоніо Рада (ісп. Antonio Rada, 13 червня 1937, Сабаналарга — 1 червня 2014, Барранкілья) — колумбійський футболіст, що грав на позиції півзахисника, зокрема за клуби «Спортінг» (Барранкілья) та «Атлетіко Хуніор», а також національну збірну Колумбії.

## Клубна кар'єра
У дорослому футболі дебютував 1957 року виступами за команду «Спортінг» (Барранкілья), в якій провів два сезони. 
Своєю грою за цю команду привернув увагу представників тренерського штабу клубу «Уніон Магдалена», до складу якого приєднався 1959 року. Відіграв за команду із Санта-Марти наступні три сезони своєї ігрової кар'єри. У складі «Уніон Магдалена» був одним з головних бомбардирів команди, маючи середню результативність на рівні 0,45 гола за гру першості.
1962 року уклав контракт з клубом «Депортіво Перейра», у складі якого провів наступні три роки своєї кар'єри гравця.  Більшість часу, проведеного у складі «Депортіво Перейра», був основним гравцем команди. В новому клубі був серед найкращих голеодорів, відзначаючись забитим голом в середньому щонайменше у кожній другій грі чемпіонату.
З 1966 року один сезон захищав кольори клубу «Атлетіко Хуніор». Граючи у складі «Атлетіко Хуніора» також здебільшого виходив на поле в основному складі команди. І в цій команді продовжував регулярно забивати, в середньому 0,53 рази за кожен матч чемпіонату.
Згодом з 1968 по 1969 рік грав у складі команд «Атлетіко Насьйональ» та «Атлетіко Букараманга».
Завершив ігрову кар'єру у команді «Депортес Толіма», за яку виступав протягом 1970 року.

## Виступи за збірну
1962 року дебютував в офіційних матчах у складі національної збірної Колумбії. 
У складі національної збірної Колумбії був учасником першого в її історії чемпіонату світу 1962 року в Чилі, де взяв участь у двох з трьох ігор групового етапу, який колумбійцям подолати не вдалося. Був автором одного з голів своєї команди у другій грі у групі проти збірної СРСР, по ходу якого Колумбія поступалася з рахунком 1:4, однак спромоглася зрівняти рахунок і здобути своє перше очко в рамках фінальних частин чемпіонатів світу (нічия 4:4).
Загалом протягом кар'єри у національній команді, яка тривала 4 роки, провів у її формі 4 матчі, забивши 3 голи.
Помер 1 червня 2014 року на 77-му році життя у місті Барранкілья.